# Чумак, Аркадий Степанович
Аркадий Степанович Чумак (23 января 1929, Новоград-Волынский, теперь Житомирской области) — советский партийный деятель. Член ЦК КПУ в 1976—1990 годах Депутат Верховного Совета УССР 10-12-го созывов.

## Биография
Родился в семье рабочего.
В 1948—1950 годах — слесарь-лекальник Киевского машиностроительного завода имени Артема.
В 1950—1955 годах — студент юридического факультета Киевского государственного университета имени Тараса Шевченко.
В 1955—1958 годах — стажёр, помощник прокурора Бурштынского района Станиславской области.
В 1958 году вступил в КПСС.
В 1958 — 1963 — прокурор Городенковского района Станиславской области.
В 1963—1968 годах — заместитель прокурора Ивано-Франковской области.
В 1968—1971 годах — прокурор по надзору за следствием в органах государственной безопасности УССР; заместитель начальника отдела общего надзора Прокуратуры УССР.
В 1971—1975 годах — заместитель заведующего отделом административных органов ЦК КПУ, заместитель председателя Партийной комиссии ЦК КПУ.
В 1975—1988 годах — заведующий отделом административных органов ЦК КПУ. В 1988—1990 годах — заведующий государственно-правовым отделом ЦК КПУ. В 1990—1991 годах — председатель Комиссии ЦК КПУ по государственно-правовым вопросам.
Затем работал председателем Комиссии законодательных предположений Верховного Совета УССР, а с 1994 года — помощником-консультантом народного депутата Украины.

## Награды
- два ордена Трудового Красного Знамени
- медали